# 河内銀行
株式会社河内銀行（かぶしきがいしゃかわちぎんこう）とは、かつて大阪府布施市(現・東大阪市)に本店を置いていた地方銀行。いわゆる戦後地銀の一つであった。

## 概要
1965年に住友銀行（現・三井住友銀行）に吸収合併された。
店舗数は合併直前で21店舗であり、いずれも大阪府東部に置いていた。
1952年に布施を中心に河内地区の商工業者や近畿日本鉄道さらには布施市の共同出資によって設立、主として三和銀行（現・三菱UFJ銀行）系の人士によって経営にあたった。大阪府東部を中心に店舗展開していったが、府下で同時期に設立された大阪銀行（現・関西みらい銀行）・池田銀行・泉州銀行（現・池田泉州銀行）と違い有力な資本や経営基盤を欠いた上に、同じ地元の信用金庫・信用組合との競争に直面する一方で以前からの都市銀行の支店網も整備されていて成績がふるわなかった。
1958年に住友銀行と提携、住友グループや同グループと関係の深い松下電器産業（現・パナソニック）が出資すると共に経営陣を派遣した。住友銀行は河内地方に1店舗(布施支店・現・三井住友銀行東大阪支店)しか無く、今後進行するベッドタウン化による大阪経済圏との一体化を見据え、提携に踏み切ったものである。このため近隣での出店はなるべく避ける等の措置を取り合併以前からの提携ということもあって(三和銀行の抵抗はあったものの)1965年に住友銀行に吸収合併された。
なお、旧河内銀行本店は吸収後に布施東支店となったものの、合併間もなく近隣にあった布施支店に統合されたが、その他の店舗の多くが存続し、住友銀行の河内地方での営業基盤の強化に役立った。

## 沿革
- 1952年11月24日 設立。
- 1958年 住友銀行と提携。
- 1965年4月1日 住友銀行に吸収合併。